# Kanemī
Kanemī (persiska: Kanehmī, كَنِهمی, كنمی) är en ort i Iran.   Den ligger i provinsen Chahar Mahal och Bakhtiari, i den centrala delen av landet, 400 km söder om huvudstaden Teheran. Kanemī ligger 1 390 meter över havet och antalet invånare är 318.
Terrängen runt Kanemī är varierad. Kanemī ligger nere i en dal. Runt Kanemī är det ganska glesbefolkat, med 38 invånare per kvadratkilometer. Närmaste större samhälle är Refen, 4,4 km söder om Kanemī. Omgivningarna runt Kanemī är i huvudsak ett öppet busklandskap.